# Morbid
Morbid — шведская дэт-метал группа из Стокгольма, существовавшая в 1985 как Scapegoat, и в 1986 взявшая новое название (основанное, по словам Уффе Седелунда, на названии альбома «Celtic Frost Morbid Tales»).

## История
Как таковые Morbid были основаны в Стокгольме, Швеция, в конце 1986 года. С Пером Ингве «Dead» Олином в качестве основателя и вдохновителя, группа переживала смену составов вплоть до образования коллектива из John «John Lennart» Hagström и «TG» на гитарах, Jens Näsström на басу и Ларс-Йёран Петрова на ударных. Когда «TG» покинул группу, Уффе Седерлунд взял основную гитару на себя. Группа записала дебютное демо, December Moon, на «Thunderload Studios» в Стокгольме 5 и 6 Декабря 1987.
Эта запись стала единственным демо с «классическим» составом, после работы над которой Hagström ушёл, а основатель, Олин в начале 1988 года переехал в Норвегию для вступления в легендарную black metal группу Mayhem. Оставшиеся участники группы пробовали продолжить работу и взяли фотографа John Scarisbrick как нового вокалиста. Scarisbrick по стечению обстоятельств жил рядом со звукозаписывающей студией «Sunlight», позже получившей несколько мрачную славу в death metal-кругах, и на которой записывались группы Entombed и Dismember. Здесь в сентябре 1988 года музыканты и записал свою лебединую песню, второе демо под названием The Last Supper.
Тем не менее группа понемногу угасала, и её участники, Петров и Седерлунд создали собственный проект, Nihilist, который затем превратился в Entombed. Näsström же затем играл в группах Contras и Skull.
В 1989—1990 годах делаются попытки реанимировать Morbid в оригинальном составе (Dead, Dr. Schitz и Gehenna), но по определённым причинам идея так и осталась нереализованной. После смерти Дэда в 1991 году Morbid распались окончательно.

## Влияние
Хотя Morbid официально выпустили только 2 демо, тем не менее они получили своеобразный культовый статус после своего распада, в том числе и из-за участия Олина в группе Mayhem, а так же его суицида в 1991. В то же время участники группы выражали чаще отрицательное отношение по поводу такой славы. Обе демозаписи, разнообразные лайв- и репетиционные записи позже были выпущены на виниле и CD, в виде официальных и бутлег-релизов.

## Состав

### Последний состав
- Dr. Schitz (Jens Näsström) — Бас (1986—1988)
- Drutten (Ларс-Йёран Петров) — Барабаны (1987—1988)
- Napoleon Pukes (Уффе Andreas Седерлунд) — Гитары (1987—1988)
- Zoran Jovanovic — Гитары (1988)
- Johan Scarisbrick — Вокал (1988)

### Бывшие участники
- Dead (Пер Ингве Олин) — основной вокал (1985—1988)
- Slator (Mats Gonzales) — Бас (1985—1986)
- Sandro Cajander — Барабаны (1985—1986)
- Gehenna (Johan Hagstrom) — Гитары (1985—1988)
- Klacke (Marcus Klack) — Гитары (1986—1987)
- TG (Torbjörn Gräslund Tege) — Гитары (1987)

## Дискография
Официально группа выпустила лишь два демо, однако позднее на виниле и CD переиздавались репетиционные записи.
- Rehearsal 07/08/1987 (демо, 1987)
- December Moon (демо, 1987)
- Last Supper (демо, 1988)
- December Moon (EP, 1994)
- Death Execution (компиляция, 1995)
- Live in Stockholm (LP, Reaper, 2000)
- Death Execution III (7", Reaper, 2001)
- Year of the Goat (компиляция, Century Media, 2011)

## Процитированные источники
- Ekeroth, Daniel[англ.]. Swedish Death Metal (неопр.). — Tamara Press, 2007. — ISBN 91-974334-2-X.